# マルクス・ペルペルナ (紀元前92年の執政官)
マルクス・ペルペルナ（ラテン語: Marcus Perperna、紀元前147年 - 紀元前49年）は紀元前2世紀後期・紀元前1世紀初期の共和政ローマの政治家。紀元前92年に執政官（コンスル）を、紀元前86年にはケンソル（監察官）を務めた。

## 出自
ペルペルナ氏族はエトルリアに起源を持つ。幾つかの資料（主としてギリシア語資料）では、ペルペンナ（Perpenna）と記しているものもあるが、多くのラテン語資料ではペルペルナ（Perperna）としており、キケロの演説でもペルペルナとされているため、現代の歴史学ではペルペルナとされている。
カピトリヌスのファスティによると、父も祖父もプラエノーメン（第一名、個人名）はマルクスである。父マルクスは紀元前130年の執政官である。父は氏族の中では最初の執政官であり、またカピトリヌスのファスティに刻まれた最初の非ローマ系のノーメン（氏族名）でもある。父の死後、祖父が不正にローマ市民権を取得していたことが判明した。このため、祖父マルクスは以前の居住地に退去させられた。しかし、氏族自体が罰せられた訳ではなく、ローマ市民権を維持しただけではなく、元老院にも引き続き席を得ていた。
ペルペルナの弟は、同盟市戦争でレガトゥス（軍団副司令官）を務めたガイウス・ペルペルナである可能性がある。

## 経歴
ペルペルナは紀元前147年に生まれた。早期の経歴は不明である。しかし、執政官就任年とウィッリウス法の規定から逆算して、遅くとも紀元前95年までにはプラエトル（法務官）を務めたはずである。同じ頃、マルクス・マリウス・グラディアヌス（紀元前85年法務官）がガイウス・ウィゼッリウス・ウァッロ・アキュレオ（キケロの叔母の夫）を訴えているが、このときペルペルナは判事を務めている。
紀元前92年に執政官に就任。同僚執政官はパトリキ（貴族）のガイウス・クラウディウス・プルケル であった。執政官としてはかなり年がいっていたが（ウィッリウス法が定める43歳以上に対して、このとき55歳）、プルケルの支援が大きかったとされている。次の執政官選挙では、ペルペルナとプルケルはルキウス・マルキウス・ピリップスを支援し、当選に導いた。ピリップスはプルケルの母方の甥であった。
その翌年、同盟市戦争が勃発し、さらにはスッラとマリウス派の内戦へと続く。この間のペルペルナの動向は不明である。何れにせよ、彼はマリウス派がローマを占領した後もローマに留まっており、紀元前86年にはピリップスと共に監察官に就任した。このときに実施された国勢調査では、同盟市戦争後に市民権を得たイタリック人も対象になった。ただ、成人男子ローマ市民の人口は463,000人で、統計が残っている紀元前115年の394,336人からさほど大きく増えていない。大幅な人口増加が認められるのは次の国勢調査（紀元前70年）で、約91万人とされている。このときの元老院議員監査で、アッピウス・クラウディウス・プルケル（後の紀元前79年に執政官就任）が元老院から除名されているが、これはプルケルがスッラを引き続き支援していたためである。
バルカン半島でミトリダテス6世と戦っていたスッラは、ダルダノスの和約を結ぶと、紀元前83年にイタリア本土に上陸し、マリウス派との間に新たな内戦が始まった。ペルペルナはこのときスッラ側についたようだ。その後もペルペルナは30年以上生きるが、分かっていることは紀元前76年頃に、ガイウス・ファンニウス・へレアが俳優クィントゥス・ロスキウス・ガッルスを訴えた裁判に参加したことだけである。紀元前56年に法務官マルクス・アエミリウス・スカウルスが選挙違反で告発されるが、これに対して執政官経験者9人が慈悲を求めたが、おそらくペルペルナはその一人であったと思われる。
ペルペルナが死去したのは、グナエウス・ポンペイウスとカエサルの間の内戦が勃発した直後、すなわち紀元前49年である。従って、98歳まで生きたことになるが、当時のローマでは異常な長寿で、その後も長寿の代表例とされた。大プリニウスは「マルクス・ペルペルナは、最近のルキウス・ウォルシウス・サトゥルニヌス（西暦56年に94歳で死去）のように、彼が執政官であったときに意見を聞いたものだれよりも長生きした。ペルペルナが死去したとき、彼が監察官として作成した元老院議員リストの中で、生きているのは7人だけであった」と記している。

## 子孫
シキリア属州総督で、クィントゥス・セルトリウスの暗殺者とされるマルクス・ペルペルナ・ウェイエントは、ペルペルナの息子と思われる。また、ぺルペルナには少なくとも娘が二人おり、一人はウェスタの処女となった。

## 参考資料

### 古代の資料
- カピトリヌスのファスティ
- ウァレリウス・マキシムス『有名言行録』
- マクロビウス『サトゥルナリア』
- ガイウス・プリニウス・セクンドゥス『博物誌』
- マルクス・トゥッリウス・キケロ『ウェッレス弾劾』
- マルクス・トゥッリウス・キケロ『弁論家について』
- カッシウス・ディオ『ローマ史』
- ティトゥス・リウィウス『ローマ建国史』

### 研究書
- Egorov A. Julius Caesar. Political biography. - SPb. : Nestor-History, 2014 .-- 548 p. - ISBN 978-5-4469-0389-4 .
- Korolenkov A. Percussor Sertorii: an essay on the political biography of Mark Perperna Veyenton // Problems of history, philology and culture. - 2007. - No. XVII . - S. 81-97 .
- Broughton R. Magistrates of the Roman Republic. - New York, 1951. - Vol. I. - P. 600.
- Broughton R. Magistrates of the Roman Republic. - New York, 1952. - Vol. II. - P. 558.
- Кeaveney A. Who were the Sullani?  // Klio. - 1984 .-- T. 66 . - S. 114-150 .
- Münzer F. Claudius 386 // Paulys Realencyclopädie der classischen Altertumswissenschaft . - 1899. - Bd. III, 2. - Kol. 2886.
- Münzer F. Marcius 75 // Paulys Realencyclopädie der classischen Altertumswissenschaft . - 1930. - Bd. IV. - Kol. 1562-1568.
- Münzer F. Perperna // Paulys Realencyclopädie der classischen Altertumswissenschaft . - 1937. - Bd. XIX, 1. - Kol. 892-893.
- Münzer F. Perperna 5 // Paulys Realencyclopädie der classischen Altertumswissenschaft . - 1937. - Bd. XIX, 1. - Kol. 896-897.